# Gypsy: A Musical Fable
Gypsy: A Musical Fable é um musical com músicas de Jule Styne, letras de Stephen Sondheim e libreto de Arthur Laurents. O musical é livremente baseado no livro de memórias Gypsy: A Memoir, escrito por Gypsy Rose Lee, uma famosa stripper, que foca-se em sua mãe, Rose Thompson Hovick. Ele gira em torno dos sonhos e esforços de Rose para criar suas duas filhas para se apresentarem no palco e impressionar o show business. A personagem Louise é baseada em Lee, e a personagem June é inspirada na irmã de Lee, a atriz June Havoc.
O musical contém muitas canções que se tornaram bem populares, incluindo "Small World", "Everything's Coming up Roses", "Some People", "Let Me Entertain You", "All I Need Is the Girl" e "Rose's Turn". Ele é frequentemente chamado de uma das grandes realizações teatrais da metade do século XX.
Gypsy já foi chamado de o maior musical norte-americano por vários críticos e escritores, entre eles Ben Brantley, Frank Rich. e Clive Barnes.